# U 351
U 351 war ein deutsches U-Boot vom Typ VII C, ein wegen seiner Einsatzmöglichkeiten sogenanntes „Atlantikboot“. Es wurde von der Kriegsmarine während des Zweiten Weltkriegs in der Ostsee für die Ausbildung und Schulung von Offizieren und Mannschaften verwendet.

## Technische Daten
U 351 wurde bei der Flensburger Schiffbau-Gesellschaft gebaut, die bis zum Jahr 1944 20 Boote vom VII für die Kriegsmarine konstruierte. Fünf Boote dieser Klasse wurden im Jahr 1941 gebaut. Ein VII C-Boot war 67,1 m lang und hatte einen Tiefgang von 4,8 m. Es wurde bei Überwasserfahrt von zwei Dieselmotoren angetrieben, die eine Höchstgeschwindigkeit von 17 kn gewährleisteten. Die zur Unterwasserfahrt genutzten Elektromotoren erzielten eine Geschwindigkeit von 7,6 kn. Am Turm trug U 351 eine Meerjungfrau, sowie, wahrscheinlich bezugnehmend auf den Geburtsort des zeitweiligen Kommandanten Rosenberg, das Hamburger Wappen, und das Crewzeichen seines Offiziersjahrgangs, die olympischen Ringe.

## Einsatz
U 351 wurde ausschließlich von den in Stettin, Memel, Pillau und Gotenhafen stationierten Ausbildungsverbänden der Kriegsmarine eingesetzt und absolvierte keine Unternehmungen.

## Versenkung
Obwohl Karl Dönitz, Oberbefehlshaber der Kriegsmarine und Befehlshaber der U-Boote, den Regenbogen-Befehl zur Versenkung der deutschen U-Boote noch am 4. Mai 1945 zurückgenommen hatte, entschlossen sich viele Kommandanten, ihre Boote dennoch selbst zu versenken. U 351 wurde im süddänischen Hörup Haff versenkt, im Jahr 1948 gehoben und dann verschrottet.